# آلفرد جانیوت
آلفرد جانیوت (انگلیسی: Alfred Janniot; ۱۳ ژوئن ۱۸۸۹ – ۱۵ ژوئیهٔ ۱۹۶۹) مجسمه‌ساز اهل فرانسه بود.

## افتخارات
وی همچنین برندهٔ جوایزی همچون لژیون دونور (شوالیه)، لژیون دونور (افسر)، و جایزه بزرگ رم شده‌است.